# 阿劳卡里亚
阿劳卡里亚是巴西巴拉那州的一个城市。总面积469.166平方公里，总人口11 5849人，人口密度246.9人/平方公里。